# Iberus
Iberus é um género de gastrópode  da família Helicidae.
Segundo a  Fauna Europaea, este género contém as seguintes espécies e subespécies:
- Iberus gualtieranus

Iberus gualtieranus alonensis
Iberus gualtieranus campesinus
Iberus gualtieranus carthaginiensis
Iberus gualtieranus gualterianus
Iberus gualtieranus mariae
Iberus gualtieranus posthumus
Iberus gualtieranus rhodopeplus
- Iberus marmoratus

Iberus marmoratus alcarazanus
Iberus marmoratus cobosi
Iberus marmoratus guiraoanus
Iberus marmoratus loxanus
Iberus marmoratus marmoratus
Iberus marmoratus rositae